# Tommaso Boni
Tommaso Boni (Mestre, 15 gennaio 1993) è un rugbista a 15 italiano che gioca nel ruolo di tre quarti centro con la franchigia dell'Template:Rugby Old Glory nel Major League Rugby.

## Biografia
Boni cominciò a giocare nel Mogliano, prima di entrare a far parte nel 2011 dell'Accademia nazionale "Ivan Francescato". La stagione successiva debuttò in Eccellenza vincendo il campionato con lo stesso Mogliano. Dopo tre anni di militanza nella squadra veneta, nel 2015 si unì alla franchigia delle Zebre impegnata nel Pro12.
Nel giugno 2016 il C.T. della Nazionale italiana Conor O'Shea lo convocò in occasione del tour delle Americhe e lo schierò in campo nel terzo test match contro il Canada.

## Palmarès
- Campionati italiani: 1
Mogliano: 2012-13